# Tungufell (berg i Island, Norðurland vestra)
Tungufell är ett berg i republiken Island. Det ligger i regionen Norðurland vestra, 210 km norr om huvudstaden Reykjavík. Toppen på Tungufell är 509 meter över havet.
Trakten runt Tungufell är nära nog obefolkad, med mindre än två invånare per kvadratkilometer. Närmaste större samhälle är Skagaströnd, nära Tungufell. Trakten runt Tungufell består i huvudsak av gräsmarker.